# 甘夏アドゥレセンス
『甘夏アドゥレセンス』（あまなつアドゥレセンス）は、2017年3月24日にコンフィチュールソフトより発売された18禁の美少女アドベンチャーゲーム。

## ストーリー
主人公の宮地アキラは風見塔学園の軽音部でナツ、リョウと共に音楽活動をしていたが、自作の火炎放射ギターで講堂を炎上させてしまい、軽音楽部を廃部に追い込んでしまう。不本意ながら天音が所属する科学部に入れられた。そのような傷心の彼の家にロシアからやってきたサーシャという美少女が滞在する。元軽音部のメンバーとサーシャと天音で、バンドを結成。地元で開かれる『甘夏ミュージックフェス』に出場してさらにロシアのロックフェスである『Вторжение』への出場を目指す。

## 登場人物
宮地 アキラ （みやじ あきら）
本作の主人公。ギターの改造を趣味としている。ベース担当。好奇心旺盛な性格だが、まじめなところもある。
両親はロシアのロックを専門とするレーベルを経営しており、家にいないことが多い。
日向 ナツ （ひゅうが なつ）
声 - 小鳥居夕花
身長：157cm スリーサイズ：B84（E）/ W55/ H82
アキラの後輩で、音楽的才能に恵まれている。バンドではボーカル担当。
サーシャ・マヤコフスカヤ
声 - 小倉結衣
身長：160cm スリーサイズ：B95（H）/ W58/ H87
アキラ宅に居候するロシア人少女。
朱雀野 リョウ （すざかの りょう）
声 - かわしまりの
身長：162cm スリーサイズ：B90（F）/ W59/ H88
アキラの先輩。軽音部の部長と風紀委員長を務めており、 バンドではギター担当。
甘粕 天音 （あまかす あまね）
声 - 藤咲ウサ
身長：151cm スリーサイズ：B79（B）/ W58/ H78
アキラの同級生。 科学部に所属しており、重低音の振動を好むというマニアックな趣味をもつ。バンドではドラム担当。
池辺 安太郎 （いけべ やすたろう）
声 - 葵ゆり
アキラの同級生である男の娘で、良氏の父親を持つ。ゴスロリと魚料理を趣味としており、「ゴスロリ回転寿司屋」の開店を夢見ている。科学部の部長で、生物部門を担当している。また、商店街のイメージキャラクター「アン」も務めている。
久朗津 雅姫 （くろうず みやび）
声 - 橘まお
身長：162cm スリーサイズ：B87（E）/ W59/ H87
風見塔学園の生徒会長。リョウとは幼馴染であり、彼とは何かと競い合ってきた。
リーリヤ・イリイーニチナ・カラーシュニコヴァ
声 - そよかぜみらい
身長：165cm スリーサイズ：B90（G）/ W56/ H88
風見塔学園に派遣されたロシア人教師。かつてはリリューシャという芸名でスターシャと共に「バイオレット」というバンドを組んでおり、ボーカルを務めていた。
スターシャ・マヤコフスカヤ
声 - 水野七海
身長：160cm スリーサイズ：B94（H）/ W59/ H89
サーシャの母親。かつてはバンドのリーダーだったが、結婚を機に引退した。
日向 ハル （ひゅうが はる）
声 - 黛希和
ナツの祖母。楽器店『アスガルド』を営む。
かつてロシアの人気バンドのギター兼ボーカルを務めたことがあり、アキラの両親とも面識がある。

## 開発

### 企画
本作はコンフィチュールソフトのデビュー作として開発されるにあたり、「甘いHシーンのある、コメディタッチの青春もの」というブランドの方向性を示すために、ジャンルの基本に重きを置いた制作方針が取られた。
同時に本作の独自テーマとして「ロック」「ビキニ」「ロシア」が設定された。
コンフィチュールソフトの若津一海は、ロックとロシアを結び付けた経緯について、「ロックと言えば、音楽だけでなく、反体制や変革といった『生き様』のイメージも強い。『変革』という単語から、ペレストロイカといったソビエト連邦へと結びつき、『ロックで退屈な日常を変革しようとする若者たち』のイメージへと発展し、それから『日本の若者が、自身たちにとっては異世界同然の真夏のロシアで変革を起こす』というイメージへと昇華した」とGetchu.comのメーカーズコラムの中で述べている。
ロックという単語にはイギリスやアメリカのイメージが強いことから、企画立案時には社内でもロックとロシアを結びつけたことに驚きの声が上がった。

### キャラクター設定
メインヒロインのナツは、「笑顔」と「ハッピー」をテーマにしたキャラクターとして設定され、シナリオでは彼女が「ハッピー」になる過程に主軸が置かれた。
サーシャは「自由」と「解放」をテーマにしたキャラクターとして設定された。
リョウは「革新」をテーマにしたキャラクターとして設定され、シナリオでは主人公と互いに信頼できるパートナーになる過程に主軸が置かれた。
天音は「母性」をテーマにしたキャラクターとして設定され、主人公を叱咤激励したり甘やかしたりする存在として描かれた。また、天音には、「母性」以外の裏テーマが設定された。

## スタッフ
- 原画：ひさまくまこ、ひつじたかこ、笹弘（SD原画）
- シナリオ：えじむら、上下さゆう
- 音楽：大川茂伸、新井健史